# Raville
Raville település Franciaországban, Moselle megyében. Lakosainak száma 292 fő (2022. január 1.). Raville Bionville-sur-Nied, Fouligny, Guinglange, Servigny-lès-Raville és Varize községekkel határos.

## Népesség
A település népessége az elmúlt években az alábbi módon változott:
| Lakosok száma | 168  | 176  | 185  | 234  | 271  | 287  | 268  | 256  | 250  | 292  |
|               | 1968 | 1982 | 1990 | 2006 | 2013 | 2015 | 2017 | 2019 | 2020 | 2022 |